# Elysion
Az Elysion 2006-ban, Athénban alakult görög gothic metal együttes. Három stúdióalbumuk jelent meg.

## Tagok

### Jelenlegi tagok
- Christiana Hatzimihali – énekesnő (2008–)
- Nikos "NiD" Despotopoulos – szólógitár (2006–)
- Giannis "Johnny Zero" Giannikos – ritmusgitár, billentyűs hangszerek (2006–)
- Andreas "AR" Roufagalas – basszusgitár (2022–)
- Ilias P. "Laitsman" Laitsas – dobok (2009–)

### Korábbi tagok
- Antonios "Anthony FXF" Bofilakis – basszusgitár (2006–2022)
- Petros Fatis – dobok (2006–2009)
- Maxi Nil – énekesnő (2006–2008)

## Diszkográfia

### Stúdióalbumok
- Silent Scr3am (2009)
- Someplace Better (2014)
- Bring Out Your Dead (2023)

### EP-k
- Killing My Dreams (2012)